# Лян Шумин
Лян Шумин (кит. 梁漱溟, 18 октября 1893, Пекин — 23 июня 1988, там же) — китайский философ, представитель современного конфуцианства.

## Жизнь
Лян Шумин (Лян Хуаньдин кит. 梁煥鼐) родился в семье чиновника в Пекине. Отец, Лян Цзюйчуань кит. 梁巨川 (1858—1918), был сторонником реформ у-сюй. Предки семьи в XIII веке пришли в Китай с монгольскими завоевателями, и взамен монгольского родового имени Есунтумур приняли китайскую фамилию Лян.
Лян Шумин по окончании школы примкнул к революционерам, в 1911 г. вступив в союз Тунмэнхой, которым руководил Сунь Ятсен. В 1912 г. стал редактором и корреспондентом газеты «Минь го бао». В 1913 г. он оставил Гоминьдан, в который был преобразован союз Тунмэнхуэй, обратился к изучению буддизма, принялся готовить себя к уходу из мира, стал вегетарианцем и дал обет не жениться.
Став последователем буддизма, Лян Шумин напечатал в журнале «Дунфан цзачжи» (1916) статью о буддизме махаяны — «Доискавшись до истоков, разрешаю сомнения». Цай Юаньпэй (1868—1940), в то время — ректор Пекинского университета, прочёл её и в 1917 пригласил автора читать курс истории индийской философии. В Пекинском университете Лян Шумин познакомился с основателями КПК Чэнь Дусю (1879—1942) и Ли Дачжао (1889—1927).
В 1918 г. отец Лян Шумина утопился, отчаявшись увидеть возрождение Китая, и вскоре после этого Лян Шумин обратился к конфуцианству и женился (1921). Но убеждение в верности буддийской картины мира никогда не оставляло его.
В 1921 же году в издательстве «Шанъу иньшугуань» вышла книга «Культуры Востока и Запада и их философии». В 1923 г. Лян Шумин начал читать курс по истории конфуцианской мысли, а в 1924 г. уже ушёл из Пекинского университета. С 1924 по 1927 год занимался преподавательской деятельностью в пров. Гуандун и Шаньдун.
С конца 1920-х посвятил себя аграрному строительству 乡村建设. В 1931 г. смог опробовать свои теории, занявшись административной деятельностью в шаньдунском уезде Цзоупин 邹平县 (был отдан под управление Шаньдунскому институту аграрного строительства по указу генерала Хань Фуцзюя 韓復榘). В 1935 г. потерял жену, Хуан Цзинсянь, которая прожила с ним 14 лет и родила двух сыновей — Лян Пэйкуаня и Лян Пэйшу. Цзоупинскому эксперименту положило конец вторжение японцев в Шаньдун (осень 1937 г.).
В 1941 г. Лян Шумин стал старшим секретарём Демократической лиги Китая. Как секретарь Лиги, выступавшей за укрепление единого фронта, дважды (в 1938 и 1946 гг.) посетил Яньань, где неоднократно беседовал с Мао Цзэдуном.
В 1941 г. жил в Гонконге, где под его руководством печаталась газета Демократической лиги «Гуанмин бао». С 1942 по ноябрь 1944 жил в Гуйлине, где женился вторично. В 1947 г. вышел из Демократической Лиги.
После образования КНР стал членом Всекитайского комитета Народного политического консультативного совета Китая (ВК НПКСК). В 1953 г., после посещения Шаньдуна, Лян Шумин попытался публично заступиться перед Мао Цзэдуном за китайскую деревню, указав, что крестьянам живётся гораздо хуже, чем рабочим. В результате, хотя Лян Шумина и оставили в составе НПКСК, против него начали «критическую кампанию», завершившуюся в 1956 г. выходом двухтомника «Критика идеологии Лян Шумина». С 1953 г. перестали печатать работы Лян Шумина.
Неоднократно подвергался унижениям и лишился большей части библиотеки во время «культурной революции». В конце 1973 г. Лян Шумина попросили высказаться на тему кампании против Линь Бяо и Конфуция. Пытаясь дать анализ конфуцианства с точки зрения марксизма и оправдать основные положения конфуцианской этики, Лян Шумин снова оказался «объектом критики».
В 1975 закончил последнюю книгу — «Сознание и жизнь». Последние его годы прошли спокойно. Книги снова стали издавать, он был включён в постоянный комитет НКПСК. В 1987 Академия китайской культуры провела международную конференцию, посвященную его философии. Лян Шумин похоронен в уезде Цзоупин, где активно работал в 30-е годы.

## Философия
Лян Шумин — один из наиболее известных китайских философов XX века, создатель новой для истории китайской мысли концепции исторического развития отдельных культур и их типологии. Он впервые рассмотрел китайскую культуру во взаимодействии с культурой всего человечества. Его типология культур представляет собой результат взаимодействия традиционной китайской мысли с западноевропейской философией.
Можно выделить три произведения Лян Шумина, где наиболее полно изложены постулаты его типологии культур — «Культуры Востока и Запада и их философии» (1921), «Основы китайской культуры» (1949) и «Сознание и жизнь» (1984 — во всех трёх случаях указаны даты публикации, а не написания).
В философии Лян Шумина история рассматривается как последовательная смена преобладания трёх культур с разными доминантами. Формирование этих доминант обусловлено выбранным в данной традиции основным объектом человеческого познания (для Запада, в частности, это закономерности «вещей и событий», для Китая — закономерности «эмоций»). По мнению Лян Шумина, для западноевропейской культуры наиболее важным было интеллектуальное постижение закономерностей материального мира и покорение природы, китайская культура опиралась в своём развитии на разум (в терминах европейской философии это понятие ближе, скорее, к нравственной интуиции или практическому разуму). Главным стремлением в рамках индийской культуры был поиск неподвижной изначальной основы бытия.
Почти всю свою жизнь Лян Шумин был ревностным апологетом конфуцианства (в XX столетии оно действительно нуждалось в защите, начиная со времён «Движения за новую культуру»). Это вполне сочеталось с его патриотическими устремлениями. Самостоятельную ценность китайской культуры и её особую историческую миссию, по Лян Шумину, следует искать через сопоставление культур Китая и стран Западной Европы.
Его историософия построена на основе трёхчленной прогрессистской модели истории. Первый период истории — период господства западной культуры, решающей вопросы преодоления внешней среды и способной только к механическому регулированию жизни общества. Именно она породила науку и демократию. Следующий период истории, по Лян Шумину, должен был начаться/начался в XX веке. К этому времени западная культура, как он полагал, исчерпала себя, и перед человечеством встал следующий вопрос, о том, как добиться преодоления внутреннего личностного и социального хаоса, а также согласованного взаимодействия общества и природы. В связи с этим он предсказывал наступление длительного периода природной и социальной гармонии, соотнесённого с распространением влияния китайской культуры. Последним периодом истории, по Лян Шумину, будет время господство индийской культуры, обращённой к постижению основ жизни. Исторический процесс должен завершиться уходом человечества в нирвану (здесь Лян Шумин повторяет Чжан Тайяня).
«Жизнь» (шэнмин, шэнхо) была базовым понятием культурологической концепции Лян Шумина на всем протяжении её эволюции. С самого начала для него и в философии, и в реальности была важной позиция человека по отношению к жизни. Человеческая жизнь в его философии, кроме того, — важная онтологическая категория.
На взгляды Лян Шумина повлияла философия школы вэйши, на основе которой он строил свою теорию познания. В соответствии с этим учением внешний мир и само «я» являлись вторичным порождением сознания, с чем Лян Шумин был согласен. Первоначально он пользовался заметной частью терминологического аппарата вэйши, но впоследствии выработал ряд замещающих понятий.
В основе мироздания, согласно концепции, изложенной в «Культурах Востока и Запада и их философиях», лежит воля. Воля представляет собой некоторую силу — субъективное сознание, находящееся в непрерывном движении. Её инструменты — это семь чувственных сознаний. Если продолжать употребление терминов вэйши, сама воля оказывается близка к восьмому сознанию — алаявиджняне. Воля в своём движении стремится к удовлетворению, которое возможно далеко не всегда. Воля как субъект имеет две стороны: это «сложившееся я» (дух, сознание) и «нынешнее я». Для стремящегося вперед «нынешнего я» «сложившееся я», оно же — доступный нашим чувствам материальный мир, предстает как препятствие, которое необходимо преодолеть. Борьба ведется не только с материальным миром (тогда победа возможна), но и в заведомо безнадёжных случаях — с другими сознаниями, а также с законами причинности. (Есть исключения: человек свободен от вечной борьбы, когда он занят эстетической деятельностью или литературным творчеством, например).
Процесс борьбы — это и есть жизнь, но в узком смысле слова. В широком смысле слова жизнь представляет собой безличную длительность событий, а точнее — длительность их образов. Вселенная постоянна, поскольку смена образов непрерывна. Таким образом, космос построен на жизни. То, что на раннем этапе своего творчества Лян Шумин называл жизнью «в широком смысле слова», можно было назвать и движением, и сменой образов. «В узком смысле слова» понятие жизни как удовлетворения или неудовлетворения воли также служило для определения культуры и выведения его на онтологический уровень: культура есть способ жизни народа, а жизнь… и пр.
Однако выдвинутая Лян Шумином в это же время концепция внутренней жизни не вполне согласуется с вышеупомянутыми определениями. По его мнению, человек должен прислушиваться к своей внутренней жизни, для чего он и одарен интуицией; «наша внутренняя жизнь сообщается с внешним миром только через окно интуиции». Здесь и коренится одно из важнейших различий западной и восточной философии: первая стремится лишь к знанию, а восточная — к жизни. Эта концепция впоследствии стала важным элементом его интерпретации жизни как таковой.
В «Культурах Востока и Запада…» Лян Шумин даёт трёхчленную общую схему мироздания: в основе всего лежит пустота, «таковость», истинная суть — здесь нет жизни; затем располагается сфера длительности образов и субъективной борьбы — сфера жизни; и на периферии — внешний материальный мир. Намек на возможное дальнейшее развитие философской мысли Лян Шумина можно увидеть в том, что он говорит о китайской философии: она посвящена внутренней жизни и говорит не о бытии, а об изменении. Он всегда заявлял: надо следовать той истине, которую ты сейчас понял, и претворять её в жизнь. Незадолго до написания «Культур Востока и Запада…» он оставил религиозный буддизм и обратился к конфуцианскому мировоззрению. На своём дальнейшем пути к конфуцианству он стал заниматься теми вопросами, которым и была посвящена, по его мнению, вся китайская и особенно конфуцианская философия — проблемам взаимодействия людей, нравственной интуиции и мира в его метаморфозах.
В книге «Основы китайской культуры» Лян Шумин практически не говорит о первом уровне трёхчленной модели, приведённой в «Культурах…». Здесь его прежде всего интересует мировой эволюционный процесс как проявление вечного движения космической жизни. Трактовка эволюции в этой работе несёт явные следы концепции «творческой эволюции» в философии Бергсона. «Основы…» посвящены чисто культурологическим вопросам, но Лян Шумин естественно вписывает их в более широкое проблемное поле: он начинает с того, что эволюция человеческого общества идет в русле эволюции всего живого. Мало того, на данный момент человек — это вершина эволюции. Инстинкт — вчерашний день, сейчас он не столько является элементом движения жизни, сколько препятствует её новому проявлению — лисин 理性, разуму (но не разуму в обычном понимании, а, скорее, практическому разуму или нравственной интуиции). Инстинкт и тело — инструменты жизни, но они мешают её дальнейшему развитию, заключают её в тюрьму, — а разум в человеке освобождает жизнь. Современная наука видит лишь тень жизни; интеллект, таким образом, будучи приспособлен лишь для познания материального мира, тоже не может дать настоящей связи с жизнью; такое познание изначально спокойно. Жизнь же не спокойна, и для её познания нужно довериться самому человеку, его внутренней жизни (хотя жизнь и не может проявлять своё действие постоянно; ей мешают излишнее возбуждение и лень). Узнав же истину, которую сообщает разум (он же — «небесный принцип», тянь ли 天理), человек должен непрерывно и сознательно осуществлять её. Каким образом это повлияет на ход эволюции или отразится на самой жизни? Лян Шумин утверждал, что человеческая жизнь единотелесна с вещами. Субстанциальное единство вечно изменяющегося живого мира осуществляется посредством жизни, наполняющей его.
Жизнь в живом существе постепенно и постоянно идет к превосхождению материи. Чем выше порядок живого существа, тем сильнее в нём жизнь, тем дальше оно от материи. Сейчас высшим проявлением человеческой жизни является нравственность, так как она основана на лисин. Жизнь проявляется в живых существах, без них увидеть её было бы невозможно, однако нет во всей вселенной места, где не было бы жизни. Однако человеку проще ощутить себя одним с миром, тогда как прочие живые существа не имеют такого «окна» разума. Жизнь человека связана с этикой, дружескими отношениями — с долгом. Отсюда конфуцианство и извлекло приоритет морали и обрядов.
В работе «Сознание и жизнь» Лян Шумин приводит к завершению свою концепцию жизни. (Концепция эволюции в этой книге в основном тождественна представленной в «Основах…»). Здесь он при помощи дихотомии «суть — применение» объясняет различие между терминами «шэнмин» и «шэнхо», которые ранее употреблял как взаимозаменяемые.
Лян Шумин указывает, что у человеческой жизни есть две стороны — индивидуальная и социальная, причём индивидуальную можно рассматривать как вторичную. Сознание — это разум (лисин кит. 理性) и интеллект, то есть сторона человеческой жизни, свободная от инстинкта. Несмотря на ограничения, поставленные жизнью самой себе, она слитна и нераздельна; человеческая жизнь непосредственно единотелесна с космосом, её не ограничивают ни пространство, ни время. Вычленение себя во времени и пространстве — это ошибка, которую допускают люди. Так не ошибаются те, кто руководствуется инстинктом. Однако человек ошибается только потому, что он может быть прав. Жизнь дала человеку право на ошибку, чтобы он впоследствии смог её исправить и осознать своё единство с универсумом. В нём жизнь стремится к крайней одухотворенности и свободе. Характеристика жизни — недвойственность (здесь Лян Шумин отсылает нас к неоконфуцианской интерпретации понятия «человечность» — жэнь 仁 как состояния вселенной).
Суть человеческого сознания — это сама суть вселенной, сама жизнь. У сознания нет границ. Будучи тождественно с жизнью, оно первично по отношению к миру. Жизнь постоянно преодолевает телесное, но пока она не может обходиться без тела — поэтому и сознание пока заключено в теле.
В «Сознании и жизни» сказано, что следует различать две сути (ти) жизни: изменяющуюся и спокойную. Спокойное основание этого мира, где нет ни смертей, ни рождений, также взято из буддизма. Однако ранее, в «Культурах…», Лян Шумин называл его «неживой» сутью вселенной; это создавало неудобный дуализм, который не удавалось снять при помощи указаний на необходимость познания всех трёх уровней мира. В «Сознании и жизни» «таковость» названа живым, хоть и неподвижным, источником мира, то есть Лян Шумин отказалася от высказанного в «Основах…» постулата о том, что жизнь в основе своей не спокойна и может существовать только в движении. Здесь проявилось и его стремление к примирению конфуцианства и буддизма в одном мировоззренческом пространстве: конфуцианская философия, следовательно, занимается одним аспектом великой жизни, а буддийская — другим. Результатом стала модель антропоцентрического космоса, проникнутая этикой и основанная на дихотомии «покой — движение».

## Произведения
- Лян Шумин цюань цзи (Полное собрание сочинений Лян Шумина). Тт. 1-8. Цзинань, 1989—1993 (梁漱溟全集. 濟南, 1989—1993, 8卷本).
- Дун си вэньхуа цзи ци чжэсюэ 東西文化及其哲學 (Культуры Востока и Запада и их философии) // Т. 1. С. 321—547.
- Чжунго вэньхуа яои 中國文化要義 (Основы китайской культуры) // Т. 3. С. 1-316.
- Жэньсинь юй жэньшэн 人心與人生 (Сознание и жизнь) // Т. 3. С. 523—759.
- В чём специфика китайской культуры? // Проблемы Дальнего Востока, 2004, № 4. Пер. А. Б. Калкаевой (Старостиной).
- Les cultures d’Orient et d’Occident et leurs philosophies. Traduit du chinois et annote par Luo Shenyi. Paris, 2000.
- Dong-Xi wenhua ji qi zhexue (Abschnitten). Übersetzung von Wesolowski Z. // Wesolowski Z. Lebens- und Kulturbegriff von Liang Shuming (1893—1988). Nettetal, 1997.